# Sauer (Rin)

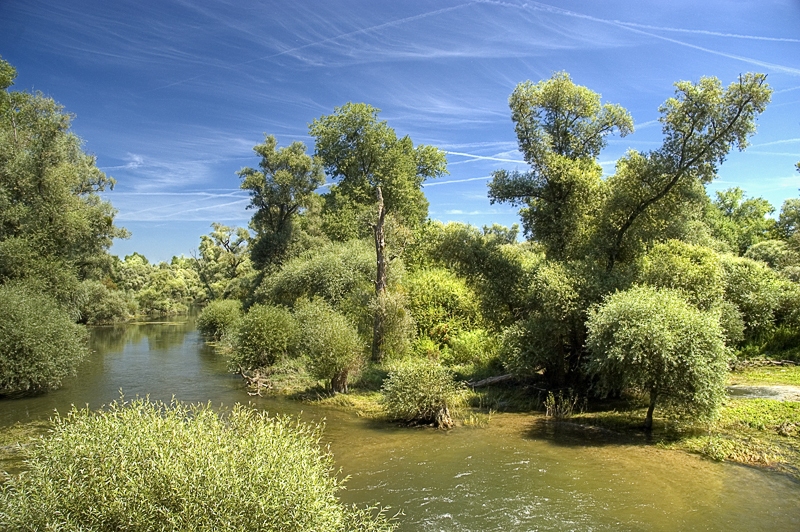
Sauer (Rin)

Sauer (franc. "La Sauer Rivière") este un afluent al Rinului situat în regiunea de sud din Renania-Palatinat, Germania și regiunea Alsacia, Franța. Izvorul râului se află se află sub muntele Hoher Kopf, la altitudinea de 430 m, în regiunea Wasgau, Renania-Palatinat. Cursul lui Sauer are o lungime de 70 km, cu o diferență de altitudine de 324 m, el se varsă la Munchhausen în Rin.

Afluenți
Bieberbach, Eberbach, Seltzbach
Localități traversate
Eppenbrunn, Fischbach, Schönau, Hirschthal, Nordvogesen, Lembach, Wœrth, Forêt de Haguenau, Forstfeld, Kesseldorf, Beinheim, Seltz, Munchhausen
Bazin de colectare
805,5 km²